# Zeta Piscium
Zeta Piscium (ζ Piscium, förkortat Zeta Psc, ζ Psc), som är stjärnans Bayerbeteckning, är en trippelstjärna belägen i sydöstra delen av stjärnbilden Fiskarna. Den har en skenbar magnitud på +5,21. Den befinner sig på ett avstånd av ca 173,9 ljusår (ca 53,3 parsek) från solen.

## Egenskaper
Zeta Piscium är en optisk och spektroskopisk trippelstjärna med komponenterna Zeta Piscium A, Zeta Piscium B och Zeta Piscium C. Zeta Piscium B och C är spektroskopiska dubbelstjärnor med varandra och båda är optiska dubbelstjärnor med Zeta Piscium A. Separationen mellan Zeta Piscium A och B och C-systemet är 23 bågsekunder.
Huvudstjärnan Zeta Piscium A, även känd som HR 361, är den ljusare optiska komponenten och är en underjätte av spektralklass A7IV, med en massa som är 1,8 gånger solens massa och en effektiv temperatur på 7 900 K.
Följeslagaren Zeta Piscium B, även känd som HR 362, är en dvärgstjärna av spektralklass F7V med en massa som är 1,3 gånger solens massa och en effektiv temperatur på 6 400 K. Den har en skenbar magnitud på 6,44 och absolut magnitud +2,55. Den ligger 195,2 ljusår från solen.
Zeta Piscium C är en vit dvärgstjärna som är följslagare till Zeta Piscium B.
Zeta Piscium A är också känd som Zeta1 Piscium (ζ1 Psc, ζ1 Piscium) och har följande position:
- Ekvatorialkoordinater: 
  - Rektascension: 1 h 13 m 43,80 s
  - Deklination: + 7° 34' 31,13 "

Zeta Piscium B är också känd som Zeta2 Piscium (ζ2 Psc, ζ2 Piscium) och har följande position:
- Ekvatorialkoordinater: 
  - Rektascension: 1 h 13 m 45,311 s
  - Deklination: + 7° 34' 41,99 "